# Samia Halaby
Pour les articles homonymes, voir Halaby.
Samia Halaby, née en 1936 à Jérusalem, est une artiste, activiste et universitaire palestinienne. Résidant à New York depuis les années 1970 et considérée comme l'une des figures de référence de l'art abstrait, elle milite aussi pour la cause palestinienne, défendant notamment le droit au retour.

## Biographie
Halaby naît à Jérusalem (Palestine mandataire) en 1936. Pendant l'exode palestinien de 1948, sa famille est contrainte de fuir pour Beyrouth, puis s'installe à Cincinnati en 1951. Halaby suit sa formation d'artiste aux États-Unis et commence à exposer au début des années 1960. Elle s'installe à New York dans les années 1970 et y réside toujours, dans le quartier de Tribeca.
Halaby a enseigné l'art pendant plus de 20 ans dans diverses universités américaines, dont dix à la Yale School of Art dont elle a été la première femme Associate Professor. Elle a exposé dans de nombreuses galeries et musées à travers le monde, dont le musée Solomon R. Guggenheim (New York), le British Museum (Londres), l'Art Institute of Chicago, l'Institut du monde arabe (Paris) et le Mathaf (Doha).

## Style
Halaby est une des figures majeures de l'art abstrait au XXIe siècle. Ses tableaux se caractérisent par ses compositions géométriques et ses couleurs éclatantes.
Elle est également reconnue pour ses expérimentations avec l'art numérique.

## Galerie

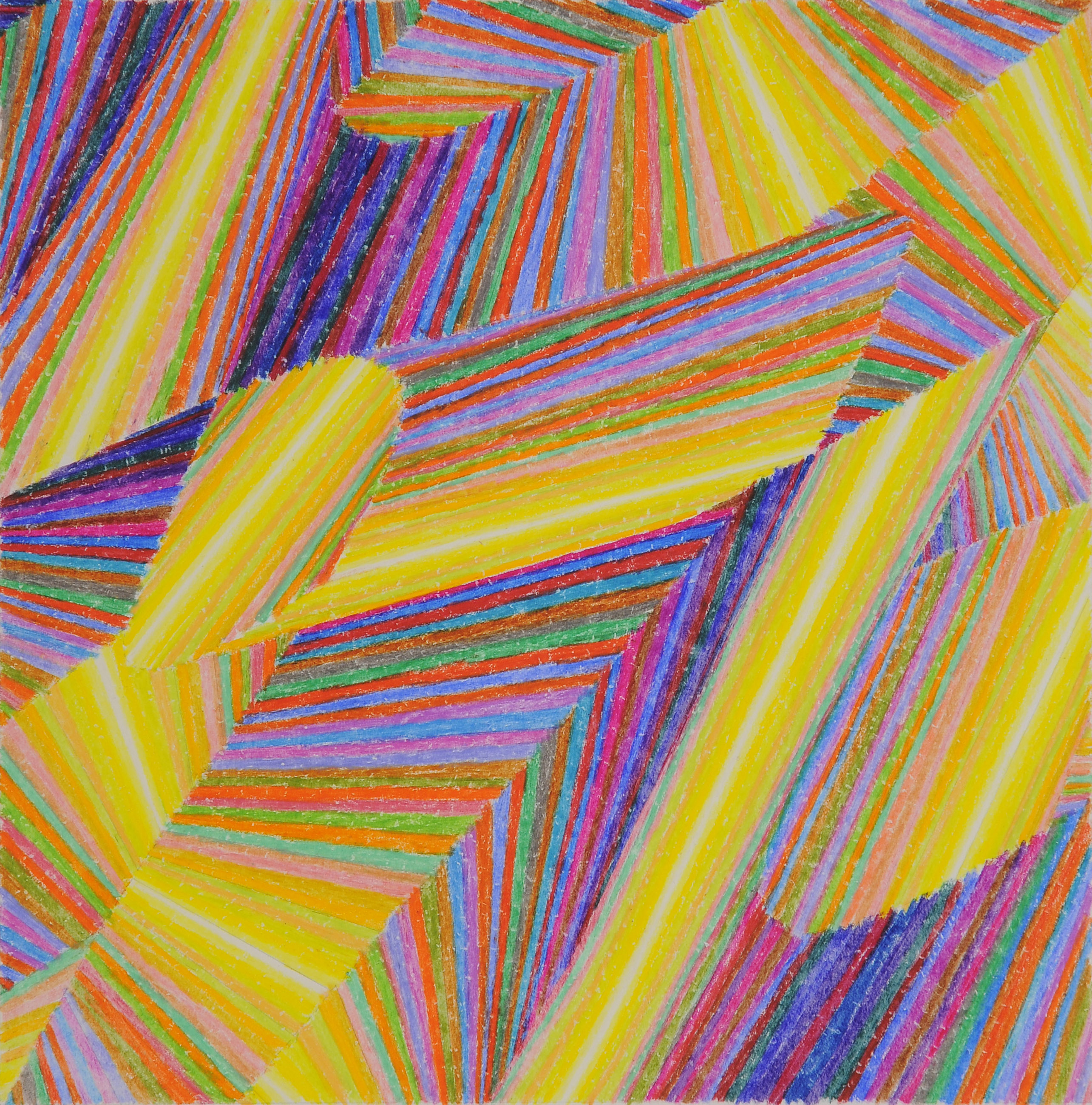
Helical drawing, 1972
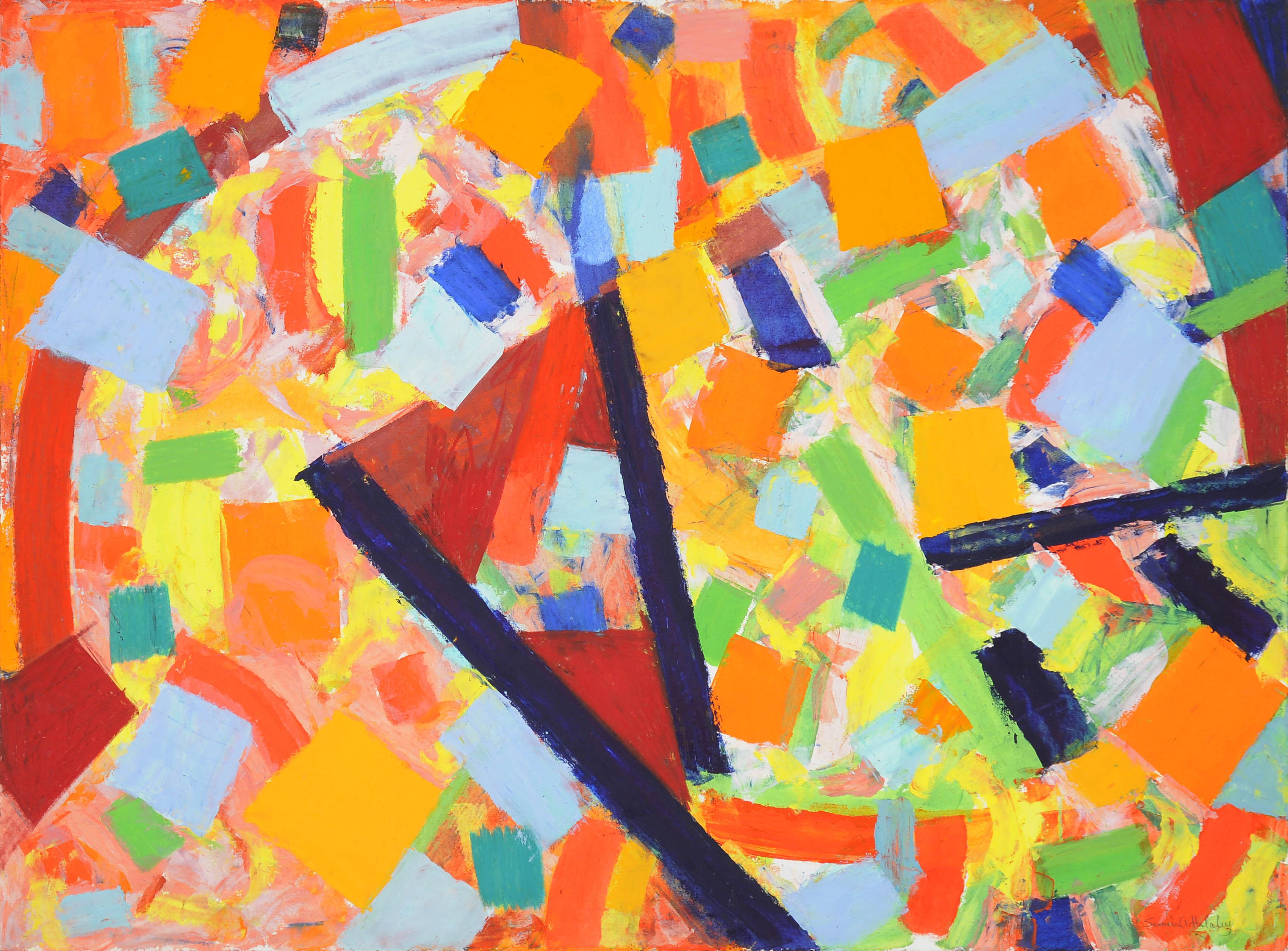
Prancing in the Vineyard, 1982
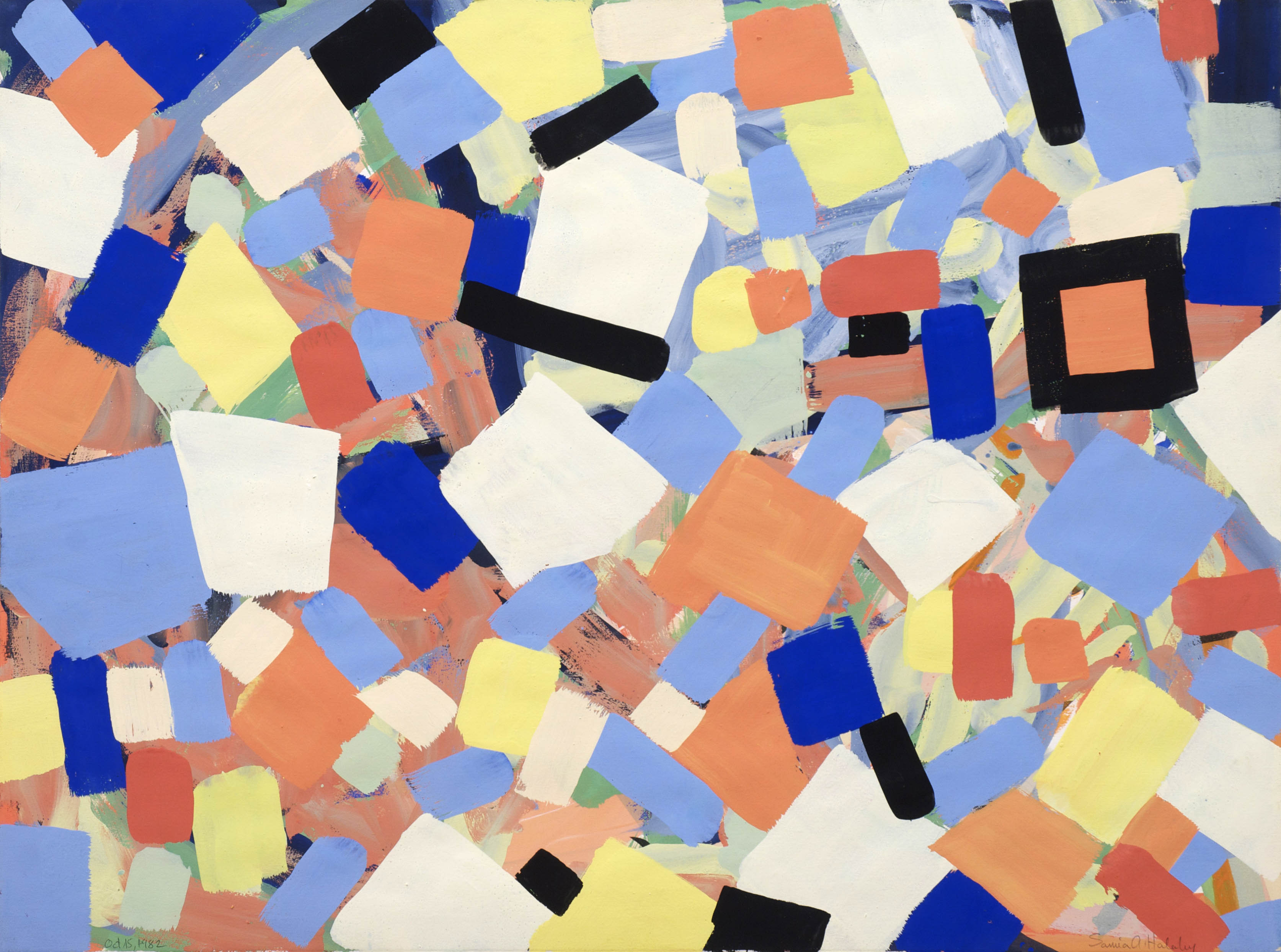
All Blue, 1982
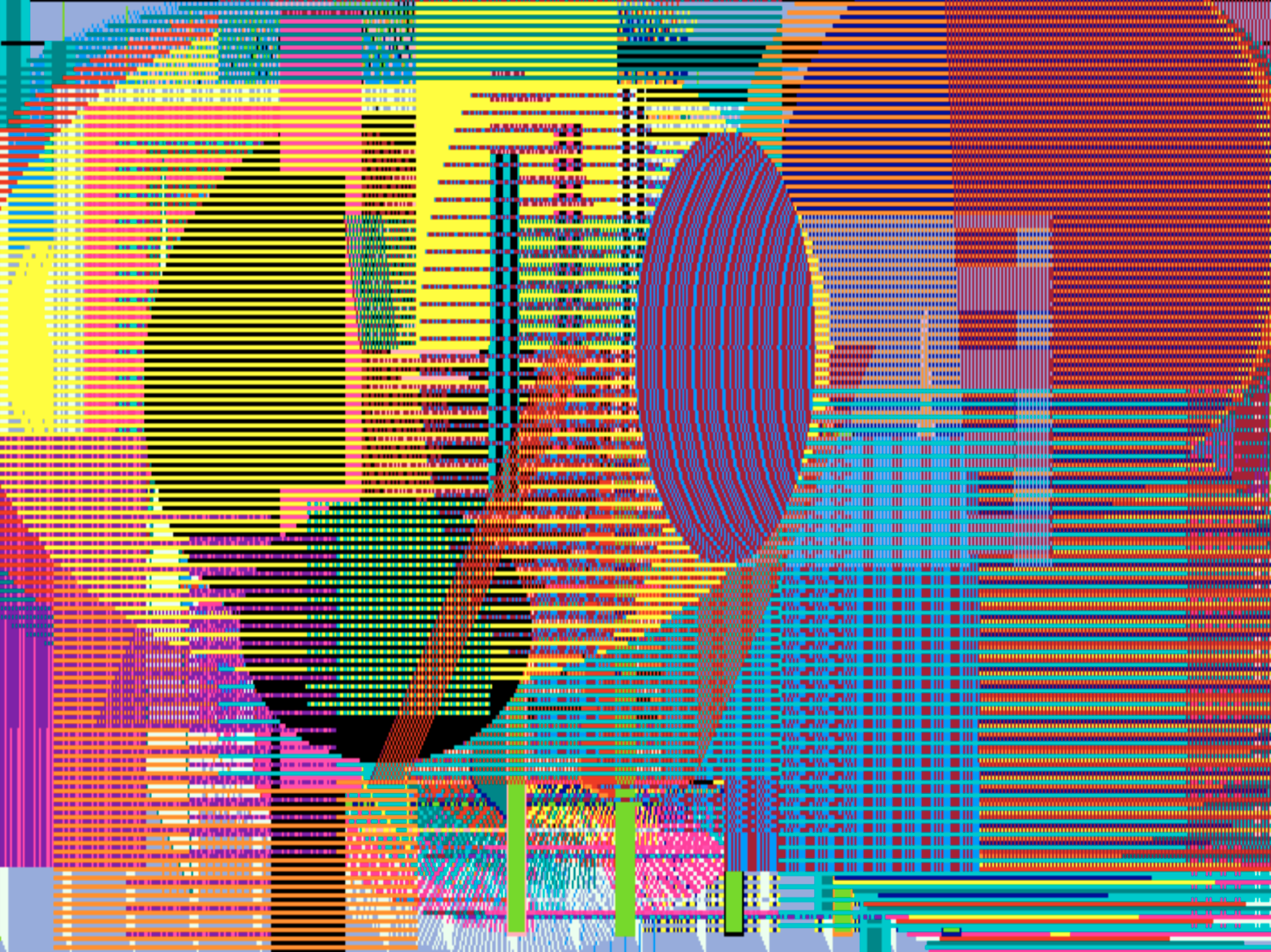
Art numérique, 1987
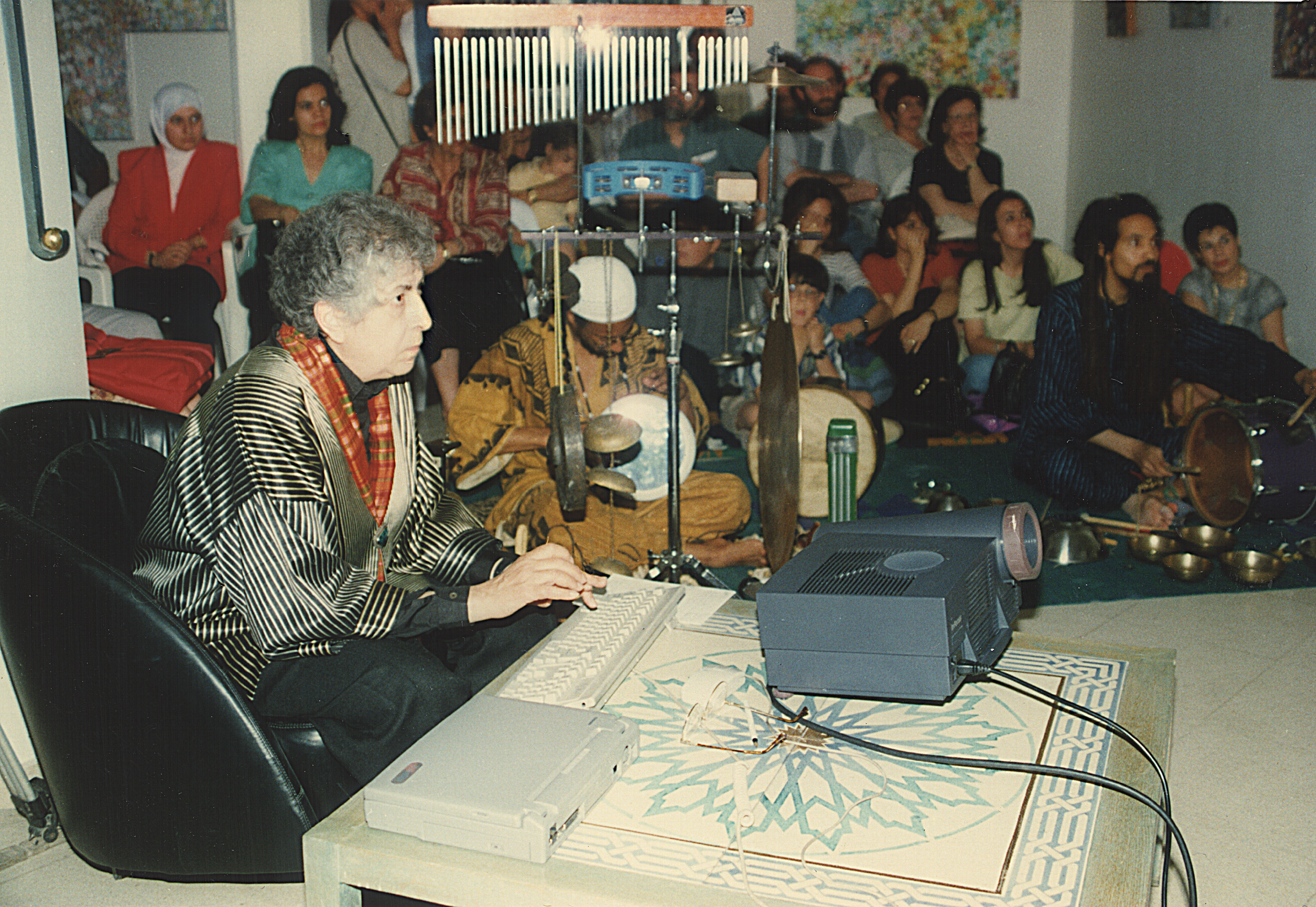
Halaby et le Kinetic Painting Group en 1997